# Monty Python
Monty Python (a veces conocidos como Los Pythons) fue un grupo británico de seis humoristas que sintetizó en clave de humor la idiosincrasia británica de los años 1960 y 1970, compuesto por los ingleses Graham Chapman, John Cleese, Eric Idle, Michael Palin, el estadounidense Terry Gilliam y el galés Terry Jones. 
Lograron la fama gracias a su programa de televisión Monty Python's Flying Circus (El Circo Ambulante de Monty Python), estrenado el 5 de octubre de 1969 en la BBC y formado por 45 episodios repartidos en cuatro temporadas. El fenómeno Python se desarrolló más allá del programa de televisión, adquiriendo un gran impacto: obras de teatro, películas, discos, libros, un musical e incluso lenguajes de programación. La influencia del grupo en la comedia se ha comparado con la de los Beatles en la música.
Emitido en la BBC entre 1969 y 1974, Flying Circus fue creado, escrito e interpretado por los seis miembros del grupo. Estaba estructurado como un programa de sketches, pero con una técnica narrativa innovadora (ayudada por las animaciones de Gilliam) que iba más allá de lo aceptable en estilo y contenido. Al ser los responsables tanto de los guiones y la interpretación, los Python tenían un control creativo que les permitía experimentar formas y contenidos, deshaciéndose de las reglas de la comedia televisiva del momento. La influencia del grupo en la comedia británica ha sido notoria durante años, y en Norteamérica ha influido desde los intérpretes de las primeras ediciones de Saturday Night Live hasta las más recientes tendencias de humor absurdo en la comedia televisiva. Asimismo, la palabra "Pythonesque" ha entrado en el léxico inglés como sinónimo de "absurdo" o "surrealista".
En una encuesta realizada en 2005 en el Reino Unido para encontrar al Cómico de cómicos, tres de los seis miembros de Monty Python fueron votados por otros cómicos y aficionados como tres de los 50 mayores cómicos de la historia: Cleese en el puesto 2, Idle en el 21, y Palin en el 30.
En 2009 el grupo recibió el premio BAFTA honorífico por su contribución al mundo de la comedia. El premio se lo entregaron en el preestreno del documental dedicado al fallecido Graham Chapman, Monty Python: casi la verdad.

## Los orígenes
Michael Palin y Terry Jones se conocieron en la Universidad de Oxford, donde ambos actuaban en el grupo de teatro estudiantil The Oxford Revue. John Cleese y Graham Chapman se conocieron en la Universidad de Cambridge. Eric Idle también estaba en Cambridge pero empezó un año después. Cleese conoció a Terry Gilliam en Nueva York mientras estaban de gira con su grupo de teatro estudiantil, Cambridge University Footlights. Chapman, Cleese e Idle eran miembros de los Footlights, que en ese tiempo incluía también a Tim Brooke-Taylor, Bill Oddie y Graeme Garden (quienes más tarde formarían el grupo Goodies), y al actor y director Jonathan Lynn, coguionista de la serie Sí, Ministro y su secuela Sí, Primer Ministro. Mientras Idle fue presidente de los Footlights fueron también miembros del grupo la escritora feminista Germaine Greer y el periodista Clive James. Todavía se conservan grabaciones de algunas actuaciones de este grupo de teatro en el Pembroke College de Cambridge. 
Antes de Monty Python's Flying Circus, los Python escribieron o actuaron en diversas obras y espectáculos:
- I'm Sorry, I'll Read That Again (radio) (1964–1973), Cleese como actor y guionista e Idle y Chapman como guionistas
- The Frost Report (1966–1967; fue el primer trabajo en el que coincidieron la mayor parte de los miembros, 5 de 6), Cleese como actor y guionista, Idle como guionista de los monólogos de David Frost, y Chapman, Palin y Jones como guionistas
- At Last the 1948 Show (1967) Chapman y Cleese como actores y guionistas e Idle como guionista
- Twice a Fortnight (1967) Palin y Jones como actores y guionistas
- Do Not Adjust Your Set (1967–1969) Palin, Jones e Idle como actores y guionistas y Gilliam como animador
- We Have Ways of Making You Laugh (1968) Idle como actor y guionista y Gilliam como animador
- How to Irritate People (1968) Cleese y Chapman como actores y guionistas y Palin como actor
- The Complete and Utter History of Britain (1969) Palin y Jones como actores y guionistas
- Doctor in the House (1969) Cleese y Chapman como guionistas

En muchas de estas actuaciones coincidieron con otros importantes cómicos y guionistas británicos del futuro: Marty Feldman, Jonathan Lynn, David Jason y David Frost, así como miembros de otros grupos de cómicos: Ronnie Corbett y Ronnie Barker (The Two Ronnies), y Tim Brooke-Taylor, Graeme Garden y Bill Oddie (The Goodies).
El éxito de Do Not Adjust Your Set hizo que la ITV ofreciera a Palin, Jones, Idle y Gilliam su propio programa juntos. Al mismo tiempo a Cleese y Chapman la BBC, impresionados por su trabajo en The Frost Report y en At Last The 1948 Show les ofreció un show propio. Cleese era reacio a un dúo cómico por varias razones, incluyendo la supuesta personalidad difícil de Chapman. Cleese tenía buenos recuerdos de su trabajo con Palin y le invitó a unirse al equipo. Con la serie de la ITV todavía en preproducción, Palin aceptó, y sugirió que se unieran al grupo Idle y Jones; quienes propusieron que Gilliam se encargara de proveer de animaciones a la serie. El grupo Monty Python es en buena parte resultado del deseo de Cleese de trabajar con Palin y las circunstancias que añadieron a los otros cuatro miembros al grupo.

## Monty Python's Flying Circus

### Desarrollo del programa
Los Python tenían claro qué querían hacer con el programa. Eran admiradores del trabajo de Peter Cook, Alan Bennett, Jonathan Miller y Dudley Moore en el show teatral satírico Beyond the Fringe, y habían trabajado en The Frost Report, de estilo similar. También eran fanes del programa de Cook y Moore Not Only... But Also. Un problema que los Python observaban en estos programas era que a pesar de que el sketch era potente, los guionistas intentaban a menudo encontrar una frase lo bastante divertida para terminarlo y esto disminuía la calidad del sketch. Decidieron entonces que no se molestarían en rematar sus sketches de la manera tradicional, y algunos de los primeros episodios del Flying Circus hacían gala de este abandono de la frase final. En Cleese se dirige a Idle y dice: "Este es el sketch más absurdo que hemos hecho", y los personajes terminan el sketch simplemente saliendo de escena. Sin embargo, cuando empezaron a reunir material para el programa, los Python vieron a uno de sus ídolos, Spike Milligan, grabar su innovador programa Q5 (1969). No solo era el programa más irreverente y anárquico que cualquier otro, sino que a menudo Milligan abandonaba el sketch a la mitad y salía de escena (a menudo murmurando "¿He escrito yo esto?"). Quedaba claro que su programa ahora sería menos original, y Jones particularmente decidió que los Python debían innovar.
Tras mucho debate, Jones recordó una animación creada por Gilliam en Do Not Adjust Your Set llamada "Beware of the Elephants", que le había intrigado por su peculiar estilo. Jones pensó que era un buen concepto para aplicar al programa: permitir que los sketches se combinaran unos con otros. A Palin también le había llamado la atención otro de los trabajos de Gilliam, titulado "Christmas Cards", y estaba de acuerdo con que representaba "una forma diferente de hacer las cosas". Como Cleese, Chapman e Idle estaban menos concienciados con el desarrollo general del programa, fueron, Jones, Palin y Gilliam los responsables principales del estilo de presentación del Flying Circus, en el que los distintos sketches estaban unidos para dar a cada episodio un estilo particular (usando a menudo una animación de Gilliam para pasar de la imagen final de un sketch a la de apertura del siguiente).
La escritura de los guiones comenzaba a las nueve de la mañana y finalizaba a las cinco de la tarde. Normalmente, Cleese y Chapman formaban una pareja aislada del resto, al igual que Jones y Palin, mientras que Idle escribía solo. Unos días después, se reunían con Gilliam, criticaban los guiones e intercambiaban ideas y opiniones. La forma de escribir era democrática. Si la mayoría encontraba graciosa una idea, se incluía en el show. También era democrático el casting para los sketches, ya que cada miembro se veía principalmente como escritor más que como un actor deseoso de aparecer en pantalla. Cuando se elegían los temas de los sketches, Gilliam tenía libertad para unirlos con sus animaciones, usando una cámara, tijeras y aerógrafo.
Al ser el programa un proceso colaborativo, las diferentes facciones dentro del grupo eran responsables de los elementos del humor del grupo. En general, el trabajo de los alumnos de Oxford (Jones y Palin) era más visual e imaginativo conceptualmente, como la llegada de la Inquisición española a la casa de un barrio suburbano (Ver vídeo) mientras que los sketches de los alumnos de Cambridge eran más verbales y agresivos (como los sketches de "confrontación" de Cleese y Chapman, donde un personaje intimida o abusa verbalmente de otro, o los personajes de Idle con extrañas peculiaridades verbales, como el hombre que habla en anagramas). Cleese confirmó que "la mayoría de sketches agresivos eran de Graham y míos, cualquier cosa que empezaba con una panorámica del campo y música impactante era de Mike y Terry, y cualquier cosa relacionada totalmente con palabras era de Eric". Mientras, las animaciones de Gilliam iban de lo extravagante a lo salvaje, ya que el formato animado le permitía crear escenas increíblemente violentas sin miedo a la censura.
Se pensaron varios nombres para el programa antes de que se optara por Monty Python's Flying Circus. Algunos fueron Owl Stretching Time; The Toad Elevating Moment; A Horse, a Spoon and a Bucket; Vaseline Review; and Bun, Wackett, Buzzard, Stubble and Boot. Flying Circus apareció cuando la BBC dijo que había impreso ese nombre en su programación y no estaba preparada para modificarlo. Se empezaron entonces a sugerir variaciones en torno a este nombre (se dice que la BBC consideraba Monty Python's Flying Circus un nombre ridículo, y el grupo decidió cambiar de nombre cada semana hasta que la cadena se rindiera). El nombre Gwen Dibley's Flying Circus surgió por una mujer sobre la que Palin había leído en el periódico, pensando que sería gracioso que ella descubriera que tenía su propio programa de televisión. Baron Von Took's Flying Circus fue considerado como un afectuoso homenaje a Barry Took, el hombre que los había unido. Después se sugirió Arthur Megapode's Flying Circus y más tarde se desechó. Baron Von Took's Flying Circus recordaba al Circo volador Jasta 11 del Barón Manfred von Richthofen, que cobró fama en la Primera Guerra Mundial, y el grupo se formó en una época en la que la canción Snoopy vs. the Red Baron estaba de moda. El término flying circus era otro nombre de un espectáculo popular en la década de 1920 llamado barnstorming, en el que diversos pilotos hacían acrobacias dando lugar a un espectáculo.
Existen diferentes y algo confusos orígenes del nombre Python, aunque los miembros del grupo están de acuerdo en que su único "significado" era que consideraban que sonaba gracioso. En el documental de 1998 Live At Aspen, en el que el grupo recibió el galardón del American Film Institute, explicaron que "Monty" fue elegido a propuesta de Eric Idle como un guiño humorístico al Mariscal de Campo Montgomery, un legendario general británico de la Segunda Guerra Mundial; y añadiendo después una palabra de pronunciación suave, optaron por "Python". En otras ocasiones, Idle ha afirmado que el nombre "Monty" era un cliente habitual de su pub local; y la gente entraba a menudo preguntando al camarero: "¿Ya ha llegado Monty?", haciendo que el nombre quedara marcado en su cabeza. El nombre "Monty Python" fue descrito por la BBC como "concebido por el grupo como el nombre perfecto para un agente de talentos corrupto".

## Largometrajes
El fenómeno de los Monty Python transcendió el mundo televisivo siendo sus protagonistas también responsables de la producción de varios largometrajes:
- Se armó la gorda (1971), 84 minutos[16]
- Los caballeros de la mesa cuadrada y sus locos seguidores (Monty Python and the Holy Grail) (1975)
- La vida de Brian (Monty Python's Life of Brian) (1979)
- El sentido de la vida (Monty Python's The Meaning of Life) (1983)

Películas concierto:
- Monty Python en Hollywood Bowl (Monty Python Live at the Hollywood Bowl) (1982), 77 minutos[17]
- Concert for George (2002)
- Not the Messiah (2010)

Otras películas donde coincidieron parte de los miembros del grupo, sin ser producciones propiamente dichas del mismo (aunque heredan buena parte del humor y el surrealismo que les caracterizó), fueron:
- La Bestia del Reino (1977), con Terry Gilliam: director y guionista y Michael Palin y Terry Jones: actores.
- The Rutles (1977), con Eric Idle: actor y guionista y Michael Palin: actor.
- Los Héroes del Tiempo (1981), con Terry Gilliam: director y guionista, Michael Palin: actor y guionista y John Cleese: actor.
- Los desmadrados piratas de Barba Amarilla (1983), con Graham Chapman: actor y guionista y Eric Idle y John Cleese: actores.
- Brazil (1985), con Terry Gilliam: director y guionista y Michael Palin: actor.
- Las aventuras del Barón Munchausen (1988), con Terry Gilliam: director y guionista y Eric idle: actor.
- Un pez llamado Wanda (1988), con John Cleese: actor y guionista y Michael Palin: actor.
- Erik el vikingo (1989), con Terry Jones: director, guionista y actor y John Cleese: actor.
- Recién nacido y ya coronado (1993), con Eric Idle: actor y guionista y John Cleese: actor.
- El viento en los sauces (1996), con Terry Jones: director, guionista y actor y Eric Idle, Michael Palin y John Cleese: actores.
- Criaturas feroces (1997), con John Cleese: actor y guionista y Michael Palin: actor.
- Shrek tercero (2007), con John Cleese y Eric Idle: actores de doblaje.
- A Liar's Autobiography (2013), con Graham Chapman: guionista y actor y John Cleese, Terry Gilliam, Terry Jones y Michael Palin: actores.
- Absolutely Anything (2015), con Terry Gilliam, John Cleese, Terry Jones, Eric Idle y Michael Palin: voces de extraterrestres.

## Teatro
- Monty Python's Spamalot, escrito por Eric Idle y dirigida por Mike Nichols, con música y letras de John Du Prez e Idle, con un reparto encabezado por Hank Azaria, Tim Curry y David Hyde Pierce. Spamalot es la adaptación musical de la película Monty Python and the Holy Grail. Se representó en Chicago del 21 de diciembre de 2004 al 23 de enero de 2005, y posteriormente se estrenó en Broadway el 17 de marzo de 2005. Ganó tres Tonys.

- En el cuadragésimo aniversario de los Monty Python (2009) se presentó en el Royal Albert Hall de Londres el oratorio cómico "Not the Messiah (He's a Very Naughty Boy)" escrito por Eric Idle y John du Prez, con una única función. En dicha premier británica y como celebración del aniversario hicieron acto de presencia en diversos papeles secundarios, Michael Palin, Terry Jones y Terry Gilliam. Eric Idle actuó como barítono acompañado por una cuarteto vocal y la orquesta sinfónica y coro de la BBC. Dicha actuación se recopiló en un blu-ray y DVD y salió a la venta en 2010. Esta obra es una adaptación musical de su película La vida de Brian y tiene un estilo más "operístico" que Spamalot.

## Documentales
En 2009, con motivo del 40 aniversario de los Monty Phyton, se puso a la venta el documental Monty Python, Almost the truth (The lawyer's cut) o en su traducción al español, Monty Python, casi la verdad (La versión de los abogados). Esta serie documental está compuesta por 6 episodios, sketches, entrevistas extendidas a los cinco Monty Python vivos ese año (todos menos Graham Chapman) y material inédito no emitido en televisión, con una duración de casi ocho horas.

## Integrantes
Eric Idle
Nació en South Shields, en el condado de Durham. Su padre falleció en un accidente cuando él era pequeño, por lo que su madre le llevó a la Royal Wolverhampton School para ser educado en dicho centro. Realizó sus estudios de literatura inglesa en la Universidad de Cambridge.
Idle, el músico del grupo, no es el autor de la canción de la serie de televisión Monty Python's Flying Circus, la cual es una marcha popular llamada «La campana de la Libertad» así como de la mayoría de las canciones de las películas del grupo. En La vida de Brian canta la canción más reconocida de los Python, «Always Look On The Bright Side Of Life». Idle es conocido por el uso de pelucas ridículas (una de las raras ocasiones en que no usa peluca es en la escena final de La vida de Brian), y por sus exasperantes papeles, como el hombre invisible, el hombre de las fotos, el hombre que quería una hormiga, y otros. Idle también interpretó al "valiente" Sir Robin en Los caballeros de la mesa cuadrada.
Michael Palin
El "Python agradable", es, siguiendo a John Cleese y Eric Idle, el Python más conocido por su trabajo como actor y el más popular del grupo entre las fanáticas femeninas. Participó con John Cleese en muchos de los mejores sketches de Monty Python's Flying Circus: los franceses de la oveja volante, o Centro de discusión. Realizó los papeles de Bevis, el barbero medio psicópata travestido que quería ser leñador en el sketch «La Canción del Leñador» y de Sir Galahad en Los caballeros de la mesa cuadrada. Aparecía al principio de cada episodio de "Monty Python's Flying Circus" como el náufrago que decía "It's..."
John Cleese
Su padre, un vendedor de seguros, cambió el apellido de la familia de «Cheese» a «Cleese» debido al significado de la palabra cheese, que en inglés es "queso". Cleese estudió derecho en la universidad de Cambridge. Llegó a ser famoso como el presentador de la BBC que aparecía sentado frente a un escritorio en lugares tan extraños como una calle, una playa o un camión, y que decía la frase «And now for something completely different» («y ahora algo totalmente diferente»), que convirtió en eslogan de los Monty Python. Fue, junto con Graham Chapman uno de los gérmenes del grupo. Desde el fin de los Python se ha acostumbrado a trabajar en comedias de éxito de Hollywood
Terry Gilliam
Gilliam nació en Medicine Lake, Minesota, en los Estados Unidos, y estudió Ciencias Políticas en el Colegio Occidental de California. Siempre le llamó más la atención la dirección que la actuación, por lo que sus papeles en la serie fueron muy esporádicos y secundarios. Es conocido por las animaciones , en las que cortaba fotografías y las volvía surrealistas. Después de la disolución del grupo, ha ganado fama como director de cintas serias y fantásticas siendo, junto con John Cleese, el Python que más reconocimiento ha logrado.
Terry Jones
Nació el 1 de febrero de 1942 en la Bahía de Colwyn, en el norte del Gales. Junto con Gilliam, Jones es el otro Python no inglés. Recordado principalmente por sus papeles de mujer acompañado de la voz chillona que hacía. Fue la divertidísima madre de Brian en La vida de Brian, filme que dirigió él mismo. Llevó a cabo también Los caballeros de la mesa cuadrada, este último trabajando en cooperación con Terry Gilliam y la última película con todos los Python, El sentido de la vida. Después de la disolución del grupo se dedicó, principalmente, a la televisión, como guionista y presentador. Dirigió también Erik el vikingo, y escribió el guion de Labyrinth. Tras varios años padeciendo una afasia progresiva primaria, murió el 21 de enero de 2020.
Graham Chapman
Conocido por protagonizar a personajes autoritarios, como el coronel famoso que interrumpía los sketches. También realizó, varias veces, los papeles de doctor, para el que su formación habrá contribuido mucho, entre otros tantos otros papeles. Realizó los papeles principales en La vida de Brian, protagonizando el papel de Brian Cohen, y en Los caballeros de la mesa cuadrada, como el Rey Arturo. Con el tiempo, el alcoholismo perturbó su desempeño como actor. Mantuvo su homosexualidad en secreto hasta que lo confesó en un programa de entrevistas presentado por el músico de jazz George Melly. Tras la separación del grupo, tendría alguna que otra aparición en cine y televisión.
Una de sus últimas apariciones fue en un videoclip de la banda inglesa de heavy metal Iron Maiden, concretamente el vídeo de la canción «Can I Play with Madness», de su disco Seventh Son of a Seventh Son, publicado en 1988. A mediados de ese mismo año, es diagnosticado con cáncer de esófago. 
Graham Chapman murió el 4 de octubre de 1989. Como parte de la elegía de su funeral, Eric Idle cantó un fragmento de "Always Look On The Bright Side Of Life", canción compuesta por él mismo, con la que termina La vida de Brian y John Cleese realizó un monólogo en donde tendría que decir "mierda" a petición del propio Chapman.

## Influencia
Los Monty Python han ejercido una gran influencia en el humor contemporáneo. Su sentido del humor absurdo y políticamente incorrecto fue algo totalmente novedoso en su momento y el impacto de este es comparado al de los Beatles en la música.
Los Monty Python dieron nombre, al parecer sin su conocimiento, al lenguaje de programación Python. Muchos de los ejemplos de uso de Python y nombres de sus componentes se basan en obras de este grupo. 
Su influencia en el mundo de la informática también puede encontrarse en la palabra spam, derivada de uno de sus sketchs.
El lemúrido Avahi cleesei, de Madagascar, es una especie de primate apodada así en honor a John Cleese, quien posee una gran afición por los lémures, y colabora en organizaciones para salvar las especies en peligro de estos.
Entre los artistas más influenciados por los Python están Mike Myers, Trey Parker, Matt Stone, Eddie Izzard, Seth MacFarlane, Matt Groening, Douglas Adams y el conjunto cómico-musical argentino Les Luthiers, entre otros.
También en Argentina, el actor y humorista Diego Capusotto, junto con el escritor Pedro Saborido, han realizado 12 temporadas de sketches con distintos personajes en un ciclo sin precedentes llamado Peter Capusotto y sus videos. Capusotto ha manifestado en varias ocasiones que una de sus grandes influencias fue Monty Python.